# Schloss Oberau

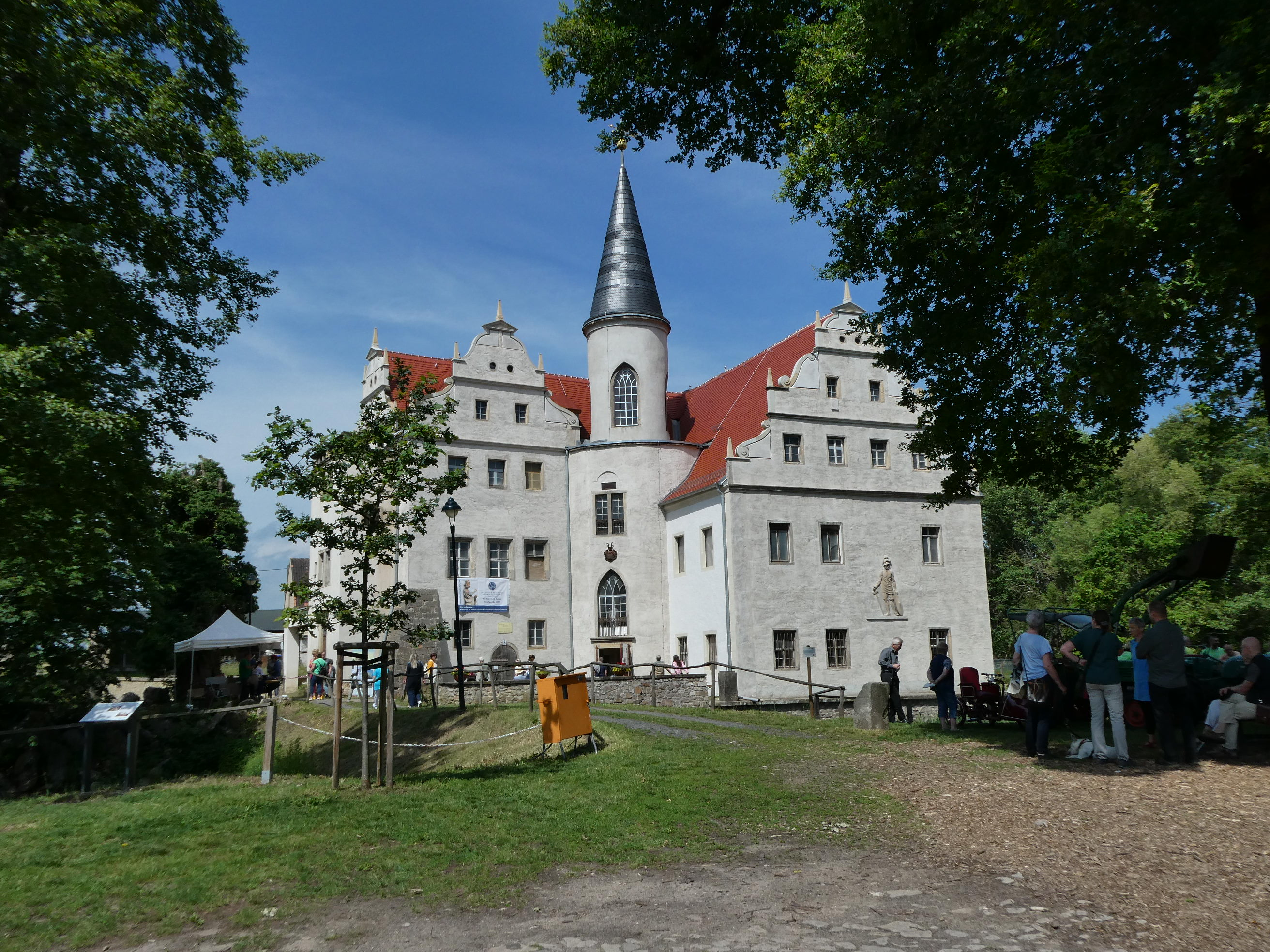
Schloss Oberau (2024)

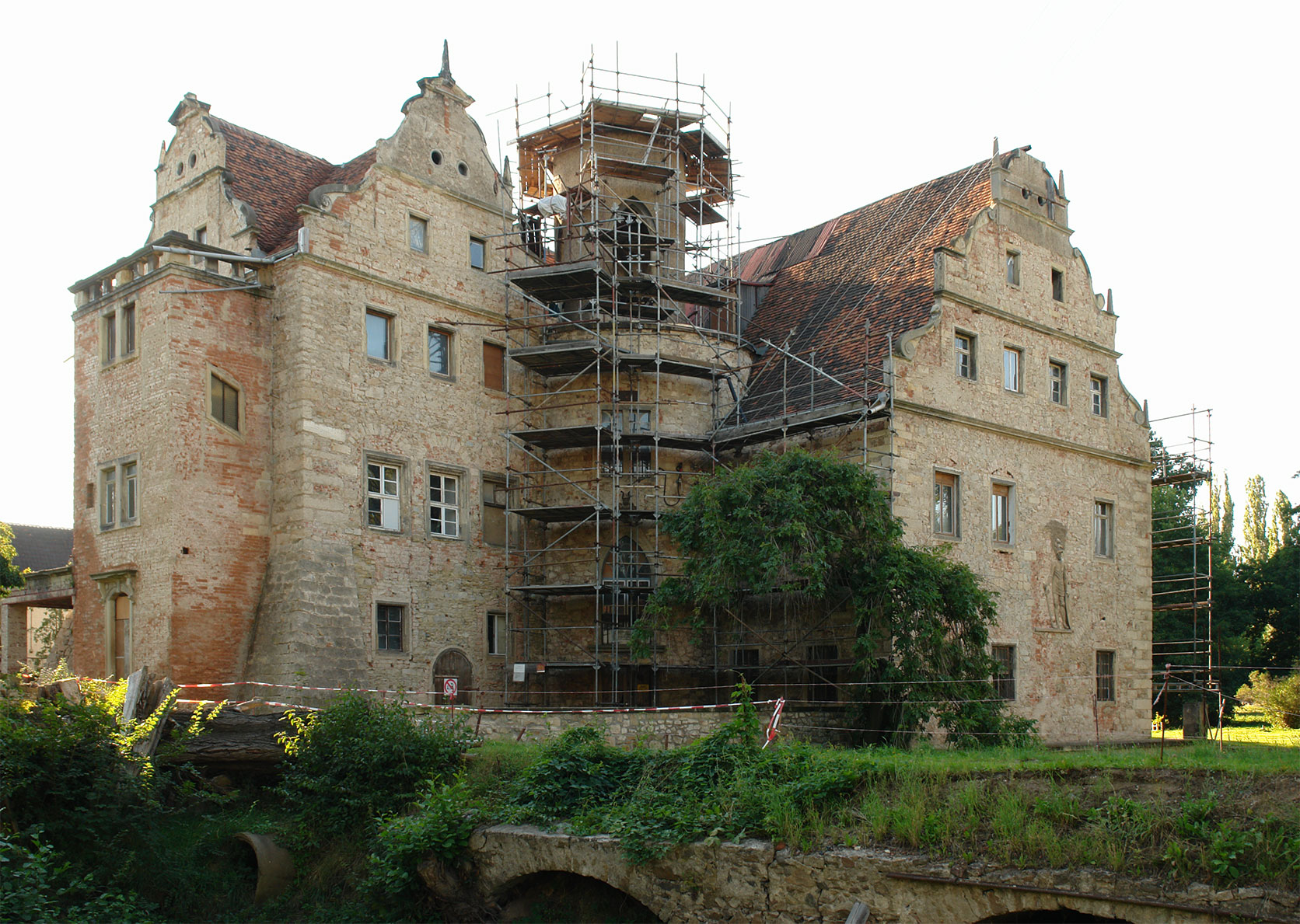
Blick auf den baufälligen Turm (2007)

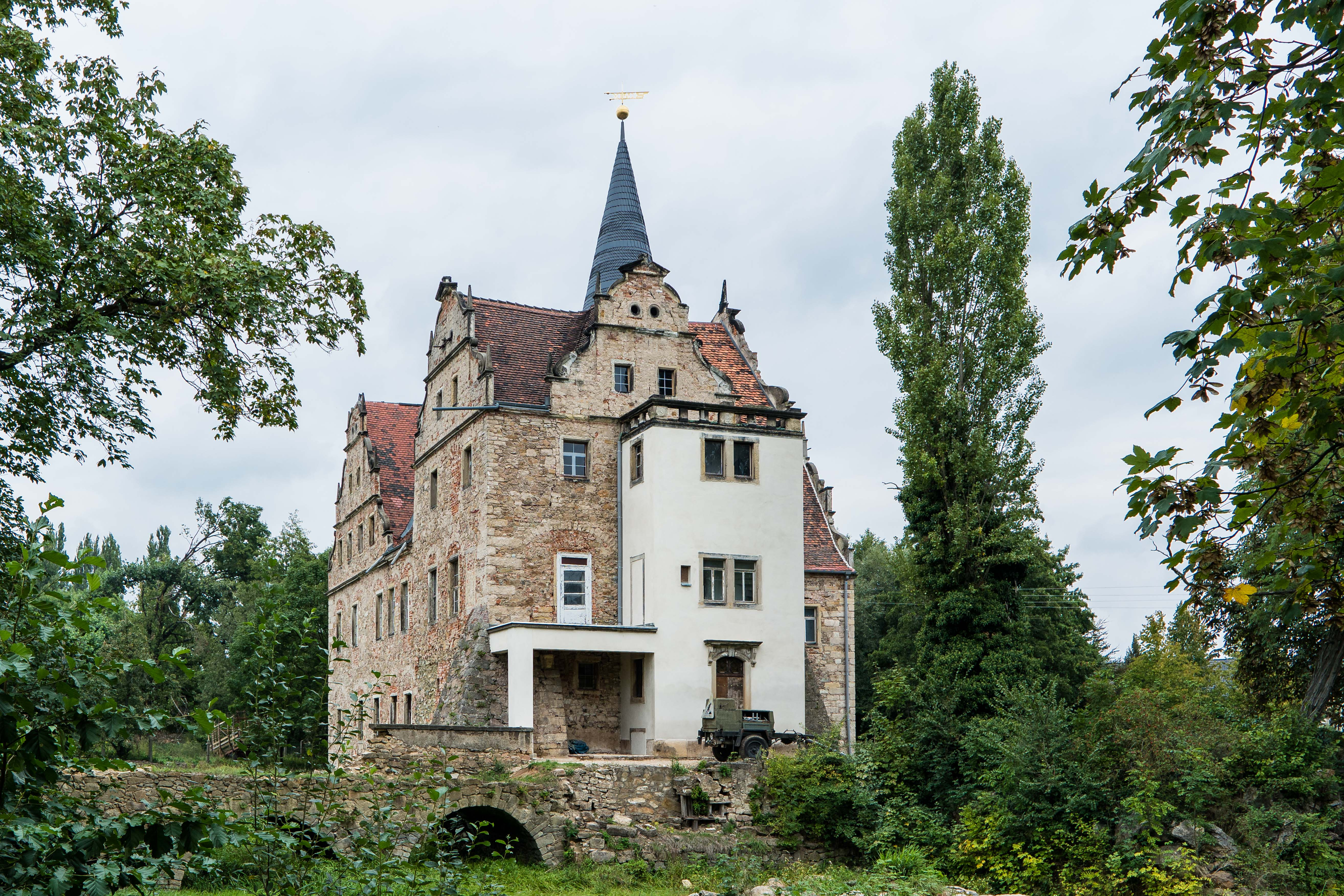
Blick von Südwesten auf die rückwärtige Fassade (2015)

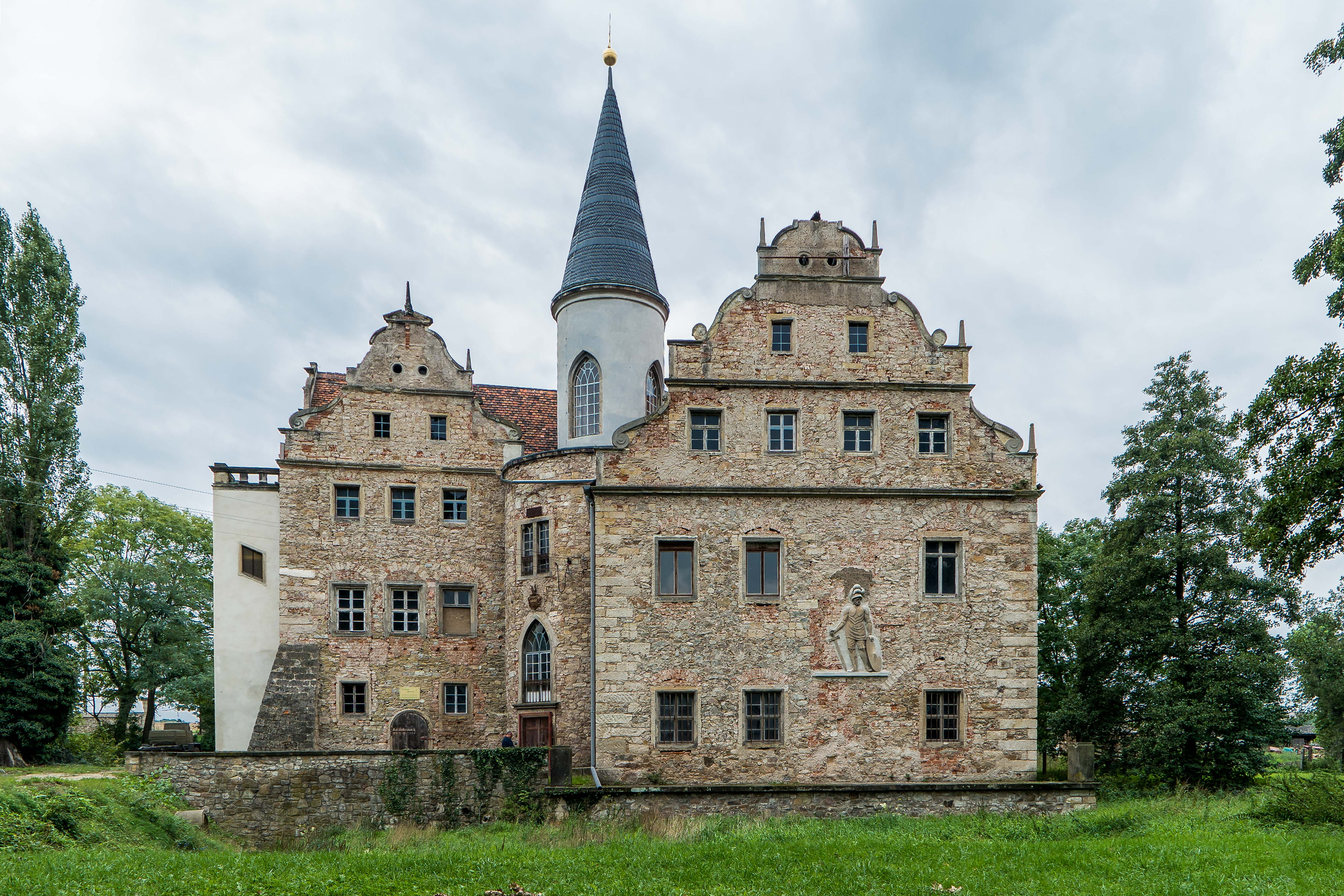
Schloss Oberau (2015)

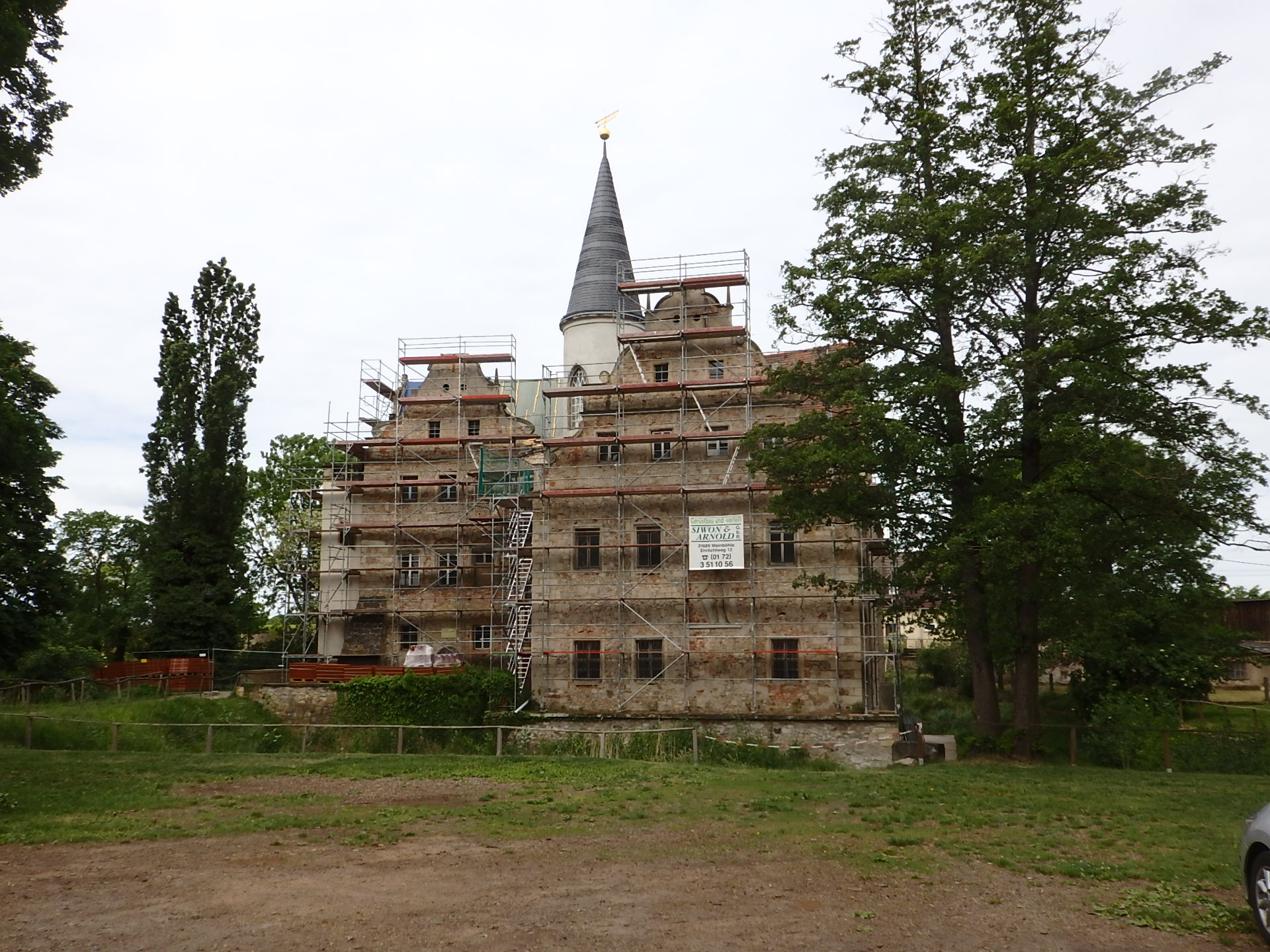
Schloss Oberau (2022)

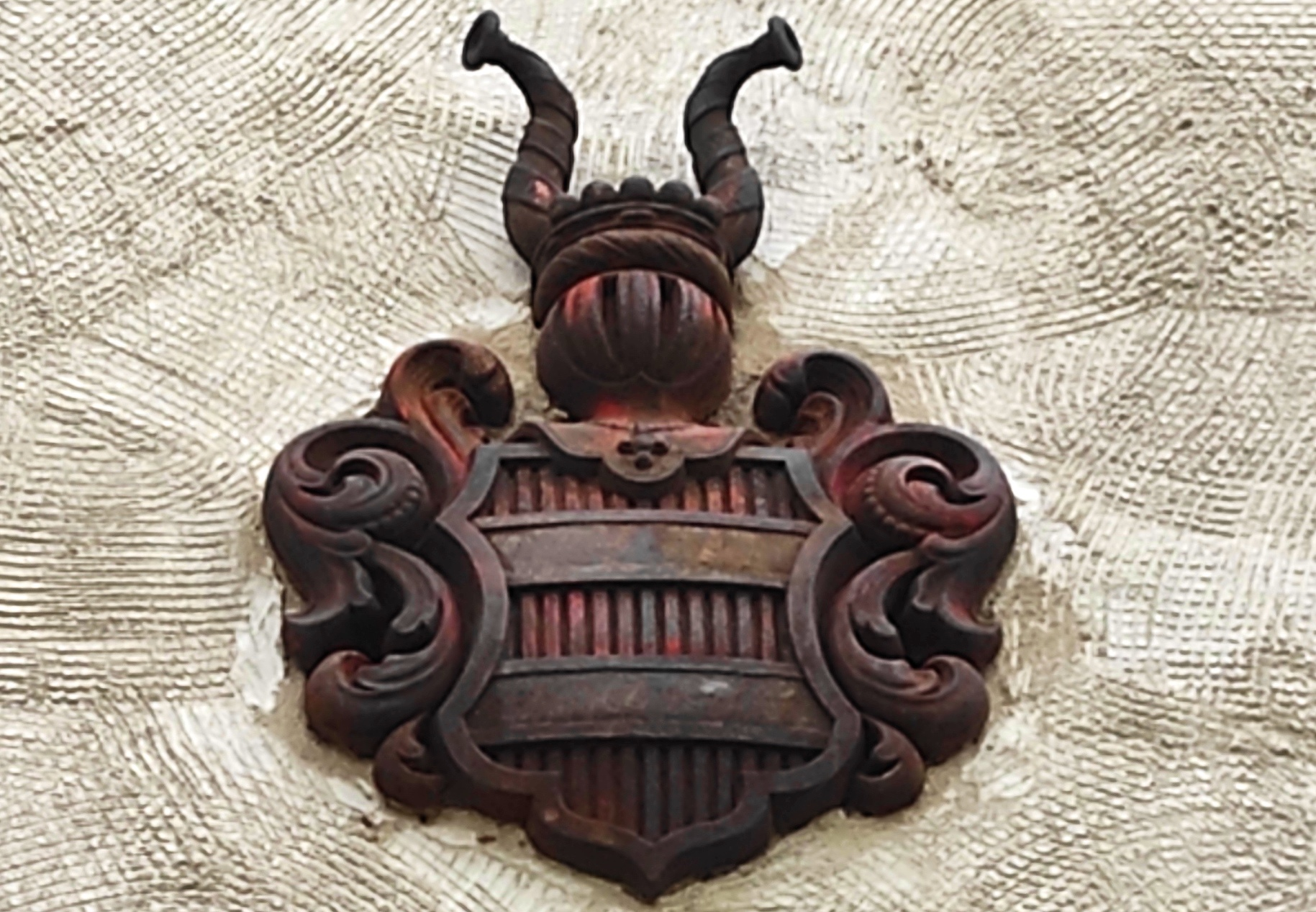
Wappen zwischen dem ersten und zweiten Fenster des neugotisch überformten Treppenturms (2024)

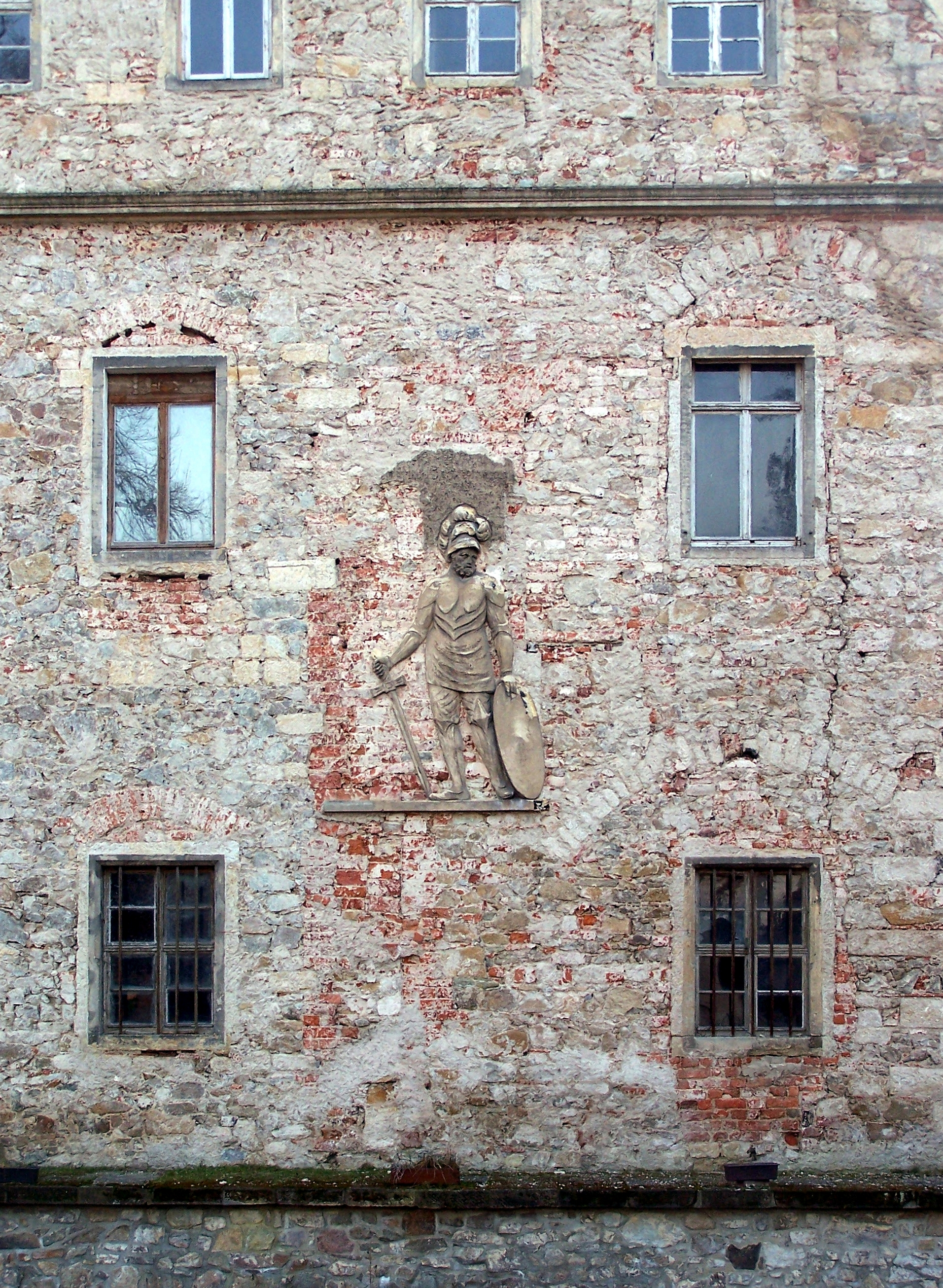
Detail

Das Schloss Oberau ist ein Wasserschloss im Dorf Oberau, Gemeinde Niederau, in Sachsen, Deutschland in der Nähe von Meißen. Es gehörte über Jahrhunderte der sächsischen Adelsfamilie von Miltitz gehörte. Das Schloss ist eines der ältesten erhaltenen Wasserschlösser in Sachsen.

## Geschichte
Im Jahr 1274 wurde der Ort Oberau erstmals als „Orwa“ erwähnt. Die ritterbürtige Patrizierfamilie Theler kaufte Seydelmann von Scharfenberg die Siedlung ab. Wohl zu dieser Zeit wurde an der Stelle des heutigen Schlosses ein Wehrturm erbaut, um den man einen Wassergraben anlegte. Aus dem Jahr 1286 ist der erste Umbau des Wehrturmes in einen wehrhaften Wohnturm bekannt. Die Besonderheit bei diesem Wohnturm ist die innen liegende Treppe und die außen liegenden Wohnräume. Am 3. März 1433 kaufte Bernhard von Miltitz „Obir Aue“, Gohles und das wüste Dorf Droschkevis (in der Nähe des heutigen Waldbades). Doch schon Ende 1436 verkauft er all seinen Besitz mit Rechten und Kirchlehn an das Kloster Cella. Um 1540 veranlasste der sächsische Herzog Heinrich der Fromme im Zuge der Reformation die Säkularisation des Klosters. Ernst von Miltitz kaufte 1550 für 3.500 Gulden die Dörfer Oberau, Niederau und Gohlis samt Patronat und dem Recht, das Schulwesen zu regeln. Das Rittergut Oberau blieb dann bis 1783 im Besitz der Familie. Ernst von Miltiz ließ neben dem Wohnturm einen wirkungsvollen, länglichen Neubau im Stil der Renaissance mit betonten Giebelaufsätzen (Valuten) erbauen. Bis zum Jahr 1594 war die umfassende Umgestaltung der Gebäude zu einem Renaissanceschloss weitestgehend abgeschlossen. Aus dieser Zeit stammt das Ritterrelief, das keine spezielle Persönlichkeit darstellt. Im 17. Jahrhundert wurden im Schloss bemalte Holzdecken eingebaut, deren Bretter ab 1807 jedoch in anderer Weise verwendet wurden. Die Bemalung blieb aber erhalten. 
Am 13. Februar 1706 bezog Karl XII. von Schweden im Zuge des Großen Nordischen Krieges im Schloss Quartier. Am 14. und 15. September 1706 übernachtete er hier erneut. Seine Truppen biwakierten in der Nähe von Weinböhla. Im August und September 1707 wohnte Karl XII. noch einmal im Schloss Oberau. Seine 34.000 Mann starken Truppen lagerten um Niederau.
Ab 1783 wechselten häufig die Besitzer des Schlosses. 1783 erwarb es Kurt Friedrich von Schönberg (1759–1834). Von 1784 bis 1806 gehörte es der Familie Hiller aus Chemnitz, die es an ihre Tochter vererbte, die mit Leutnant Bonniot vermählt war. Im Jahre 1803 wurde der Bau des Schlosses Oberau erneuert. Im Rahmen dieser Bauarbeiten entstanden wertvolle Stuckarbeiten.
Im Jahre 1807 übernahm Kanzler Ernst Friedrich Karl Amilius Freiherr von Werthern das Oberauer Rittergut, zudem damals die von Leutnant Bonniot erbaute Kalkbrennerei, sowie mittlerweile eine Ziegelei, zwei Winzerhäuser und eine Brauerei gehörten. Der Kanzler begann kurz darauf abermals das Schloss und den angeschlossenen Garten umzugestalten. Zudem verbesserte er die Bewirtschaftung der zum Gut gehörenden Weinberge. In der Zeit von 1807 bis 1878 erhielt das Rittergut seine heute prägende Gestalt. Insbesondere am Anfang dieser Zeit erhielt das Schloss sein markantes Aussehen. Nach dem Tod von Karl Aemilius von Werthern im Jahre 1829 fiel das gesamte Gut in die Obhut seiner Witwe Henriette Luise Armgard von Werthern geb. von Wuthenau (1785–1866). Ende 1853 hatte das Schloss eine einzelne Zugbrücke, die über den Wassergraben zum Schloss führte. Am Schlossteich standen verschiedene Skulpturen. Im Schloss gab es 18 Zimmer, der Turm war mit Schiefer gedeckt und das Schloss war gelblich gestrichen. Zum Rittergut Oberau gehörten 200 Acker Feld, 80 Acker Wiesen, 250 Acker Wald und 400 Pfahlhaufen Weinberg. Zu den Wirtschaftsgebäuden gehörten Drescherhäuser, Schäferei, zwei Winzerhäuser, Bäckerei, Försterei, Ziegelei, Kalkbrennerei und Fischzucht. Hinter den Drescherhäusern befand sich in Richtung Gröbern der Gemüsegarten. Dort standen drei Linden und dazwischen eine Büste zu Ehren Christian Fürchtegott Gellerts. Später wurde das Rittergut durch den Ankauf ganzer Güter und den Erwerb von Grundbesitz weiter vergrößert. Nach 1860 wurde der Nordostflügel errichtet, den man im Stil den bestehenden Gebäudeteilen anpasste. Das Schloss erhielt dadurch einen winkelförmigen Grundriss. Der im Kern mittelalterliche Treppenturm wurde neogotisch überformt und erhielt als oberen Abschluss einen kegelförmigen Turmaufsatz.
Am 27. März 1865 kaufte der verwitwete Friedrich Henning von Arnim das Rittergut. Er ließ durch Umbaumaßnahmen den Schlossgiebel, den Turm und einen Flügel stilistisch den Volutengiebeln des Renaissancebaus angleichen. Später vererbte von Arnim das Rittergut an seine zweite Tochter Johanna Karoline und ihren Mann Karl Dietrich von Carlowitz auf Proschwitz. Nach dem Tod Johanna Karolines erbte die Tochter Franziska Elisabeth de Neergaard Schloss und Güter. Das Schloss wurde am 4. Oktober 1937 unter Denkmalschutz gestellt. 
Zum Ende des Zweiten Weltkriegs floh die Besitzerin Franziska Elisabeth de Neergard, geborene von Carlowitz, 69-jährig vor der Roten Armee nach Westen. Sie starb am 4. August 1945 in Konstanz am Bodensee. Im Mai 1945 übernahm die Rote Armee das Rittergut samt Betrieben und nutzte es als Wirtschaftsgut für die Kommandantur Weinböhla. Das Schloss wurde geplündert und alles Brennbare, so auch hölzerne Wandverkleidungen, vernichtet und alle Gehölze des Schlossparks, darunter seltene Pflanzen, verbrannt.
Im Jahre 1946 wurde das Rittergutsgebäude umgestaltet, um es anderweitig nutzen zu können. Von den Umbauten war auch der große Schlosspark erheblich betroffen. Es wurden Vertriebene in das Schloss einquartiert. Das gesamte Gebäude wurde vom Keller bis zum Dach bezogen. Nachdem einige Familien wieder wegzogen, wurden einige Zimmer umgebaut. Im Zuge der Bodenreform in der sowjetischen Besatzungszone wurde der Grund und Boden des Rittergutes an 11 Neubauernstellen, 86 landarme Bauern und 200 weitere Personen verteilt. Der überwiegende Teil des Rittergutwaldes und die Teiche im Friedewald gingen in staatlichen Besitz über. Die Wirtschaftsgebäude wurden 1955 der örtlichen LPG zur Nutzung überlassen. In der Folgezeit fanden noch immer zehn Vertriebenenfamilien im Schloss eine Unterkunft. Diese Umbauten wurden später auch von einem Kinderheim oder Kindergarten genutzt. Da für das Kinderheim nicht genügend Plätze vorhanden waren, plante man den Abriss des Schlosses. Mit Schreiben der Sächsischen Landesregierung vom 12. April 1949 sollte der Abriss des Schlosses bis spätestens 30. August 1949 erfolgen. Der Abriss zögert sich jedoch hinaus, da im Schloss noch immer Umsiedlerfamilien wohnten. Mit mehreren Einsprüchen des Oberauer Gemeinderates, einzelner Bürger und wegen des Wohnungsmangels blieb der Abriss aus. 1953 wurden im Schloss acht Wohnungen eingerichtet. Im Jahr 1955 wurde mit maßgeblicher Beteiligung des Lehrers und Ortschronisten Bernhard Martin im Erdgeschoss eine Heimatstube eingerichtet. Diese wurde 1988 ausgelagert. Als 1955 das Gellerthäuschen neu gebaut wurde, brachte man die Gellertbüste aus dem Gemüsegarten dorthin. Sie wurde über der Tür der neu errichteten Freilichtbühnen angebracht. Das Schloss war zwar bewohnt, verwahrloste jedoch in den 1980er Jahren zusehends.
Nach der Wende und friedlichen Revolution in der DDR 1990 behielt das Schloss den Status Volkseigentum und kam in den Besitz der Gemeinde Niederau. Im Jahr 1992 zog die letzte Familie aus dem Schloss aus. Im Oktober 1994 wurde das Dach des stark vom Verfall bedrohten Schlosses winterfest gemacht. Die Schlosssanierung erhielt 1997 eine Förderung durch die Deutsche Stiftung Denkmalschutz. Daraufhin wurde im Frühjahr 1997 der Schimmelpilz im gesamten Schloss entfernt. Es blieben jedoch schwarze Flecken übrig. Am 13. September 1998 begann man mit der Sanierung des Schlossdaches. 1999 wurden Schloss, Herrenhaus und Scheunen des Schlossareals durch den Arbeitskreis Denkmalpflege Weimar e. V. per Erbpachtvertrag übernommen. Im Sommer 2000 begann die Sanierung des Schlossteiches. Die Bruchsteinmauer am Teich wurde erneuert und teilweise wiedererrichtet. Im Spätsommer 2001 war die Sanierung der ersten Hälfte des Daches fast fertig. Im Schloss wurde großflächig Schimmel beseitigt. Allerdings gerieten die Arbeiten seit dieser Zeit immer wieder ins Stocken. Im Sommer 2002 legte man in den unteren Geschossen (1. Etage und Erdgeschoss) weitere historische Zeugnisse frei. Zudem wurde die Sanierung der Mauern vom Schlossteich fortgesetzt. Die Sanierungsarbeiten am Dach wurden im November 2002 eingestellt, da die damit befasste Arbeitsbeschaffungsmaßnahme auslief. 2003 und 2004 wurden Arbeiten zur Sicherung des Dachstuhls ausgeführt. Im März und April 2004 wurde ein Teil der Dachfläche unter Wiederverwendung historischer Dachziegel abgedichtet. 2006 wurde der südliche Teil des etwa 2.800 m² großen und an seiner tiefsten Stelle etwa 2,5 m tiefen Dorfteichs entschlammt. Im Zeitraum 2006 bis 2012 wurde die Turmkappe restauriert und 2013 per Kran aufgesetzt.
Der Niederauer Gemeinderat beschloss 2009 aufgrund von Differenzen über die Umsetzung weiterer Sanierungsmaßnahmen die Auflösung des Erbpachtvertrags mit dem Arbeitskreis Denkmalpflege Weimar e. V. Im Jahre 2012 wurde ein Förderverein Wasserschloss Oberau e. V. gegründet. Mit dem Elbhochwasser 2013 kamen große Mengen Regenwassers über die Felder des Gröbener Berges und vom kleinen Park in den leeren Schlossteich geströmt. Durch die Regulierung des Ablaufs konnten größere Schäden in der Ortslage Niederau abgewendet werden. Die Außenhülle des Schlossanbaus wurde 2015 gesichert und verputzt und das Ritterrelief restauriert. Im selben Jahr wurde die Ostbrücke durch Überdeckung mit einem Erdwall gesichert. Es folgten 2017 weitere substanzerhaltende Maßnahmen, wie Holzschutzarbeiten, Holzsanierung und der Einbau neuer Balken. Im Jahr darauf wurde Hausschwamm bekämpft und die Statik verbessert und der nördliche Teil des Schlossteichs entschlammt. Mit Fördermitteln der Europäischen Union restaurierte die Gemeinde 2020 die ältere der beiden Brücken, die Westbrücke mit ihren drei Rundbögen. Im Jahre 2023 wurde Holzwurmbefall bekämpft und Fassaden und das Dach erneut saniert. Am 31. Januar 2024 wurde der Schlossgraben wieder mit Wasser angefüllt.
Der Förderverein Wasserschloss Oberau bietet seither Führungen im Schlossareal an, deren Einnahmen der Erhaltung des Areals zugutekommen. Im Erdgeschoss gab es 2024 Eingangsbereich, Dienerstube, Jagdzimmer, Küche und Gewölbe, Silberputzstube, Waschhaus und Rolle, im 1. Stock Diele, Schlafzimmer des Schlossherrn, Rittmeisterzimmer, Bad, Schrankzimmer, Blauer Salon, Esszimmer und Wohnzimmer mit Veranda und im 2. Stock drei Abstellräume, drei Personalräume, Veilchenzimmer, Glastürzimmer, sechs Gästezimmer, Bügelzimmer, Turmausblick und Bodenräume. 